# Brežice
Brežice là một khu tự quản (tiếng Slovenia: občine, số ít – občina) trong vùng Spodnjeposavska của Slovenia. Brežice có diện tích 268.1 km2, dân số là theo điều tra ngày 31 tháng 3 năm 2002 là 23253 người. Thủ phủ khu tự quản Brežice đóng tại Brežice.